# Васелга (приток Большого Ика)
Васелга (устар. Вас-Елга) — река в России, протекает по Башкортостану и Челябинской области. Устье реки находится в 60 км по левому берегу реки Большой Ик. Длина реки составляет 49 км.
На реке находился упразднённый посёлок  Галкино

## Притоки
- Малтуга — 19 км по правому берегу
- Шакарла — 22 км по левому берегу
- Малый Майгаш — 31 км по правому берегу

## Данные водного реестра
По данным государственного водного реестра России относится к Камскому бассейновому округу, водохозяйственный участок реки — Ай от истока и до устья, речной подбассейн реки — Белая. Речной бассейн реки — Кама.
Код объекта в государственном водном реестре — 10010201012111100022457.